# Nadiya Dusanova
Nadiya Yusupovna Dusanova (russisch Надия Дусанова, Nadija Jussopowna Dussanowa; * 17. November 1987 in Taschkent, Usbekische SSR, Sowjetunion) ist eine usbekische Hochspringerin.

## Sportliche Laufbahn
Im Alter von 19 Jahren nahm Nadiya Dusanova an den Juniorenweltmeisterschaften 2006 in Peking teil und belegte dort im Finale den elften Platz. Bei den Juniorenasienmeisterschaften in Macau gewann sie die Bronzemedaille und bei den Hallenasienmeisterschaften in Pattaya belegte sie den fünften Platz. 2007 qualifizierte sie sich für die Asienmeisterschaften in Amman und belegte dort den sechsten Platz. 2008 nahm sie an den Olympischen Spielen in Peking teil, schied dort aber mit 1,85 m in der Qualifikation aus. Auch 2009 konnte sie sich bei den Weltmeisterschaften in Berlin nicht für das Finale qualifizieren. Bei den Hallenasienspielen gewann sie mit 1,93 m die Goldmedaille und bei den Asienmeisterschaften in Guangzhou gewann sie mit 1,90 m die Silbermedaille hinter der Chinesin Zheng Xingjuan. 
2010 qualifizierte sie sich für die Hallenweltmeisterschaften in Doha und belegte dort den siebten Platz. Bei den Asienspielen in Guangzhou gewann sie hinter ihrer Landsfrau Svetlana Radzivil mit 1,93 m die Silbermedaille. Bei den Olympischen Spielen 2012 in London schied sie erneut mit 1,85 m in der Qualifikation aus. 2013 gewann sie bei den Asienmeisterschaften in Pune die Goldmedaille und qualifizierte sich damit für die Weltmeisterschaften in Moskau, bei denen sie mit 1,88 m erneut in der Qualifikation ausschied. 
2014 qualifizierte sie sich erneut für die Hallenweltmeisterschaften in Sopot, bei denen sie diesmal mit 1,84 m in der Qualifikation ausschied. Bei den Asienspielen im südkoreanischen Incheon gewann sie mit 1,89 m die Bronzemedaille. 2016 gewann sie bei den Hallenasienmeisterschaften in Doha die Silbermedaille und qualifizierte sich im Sommer erneut für die Olympischen Spiele in Rio de Janeiro, bei denen sie mit 1,92 m in der Qualifikation ausschied. 2017 gewann sie die Goldmedaille bei den Islamic Solidarity Games in Baku und den Asienmeisterschaften in Bhubaneswar. Damit erhielt sie ein Freilos für die Weltmeisterschaften in London, bei denen sie mit 1,85 m in der Qualifikation ausschied. Anfang September gewann sie bei den Asian Indoor & Martial Arts Games in Aşgabat die Goldmedaille mit übersprungenen 1,86 m. 2018 nahm sie an den Hallenasienmeisterschaften in Teheran teil und gewann dort mit 1,87 min überlegen die Goldmedaille. Ende August gewann sie bei den Asienspielen in Jakarta mit 1,94 m die Silbermedaille; erneut hinter ihrer Landfrau Radzivil.
2019 sicherte sie sich bei den Asienmeisterschaften in Doha mit übersprungenen 1,90 m ihren dritten Titel und erhielt so ein Freilos für die Weltmeisterschaften, die im Oktober ebendort stattfanden, bei denen sie mit lediglich 1,80 m in der Qualifikation ausschied. Anschließend wurde sie bei den Militärweltspielen in Wuhan mit 1,75 m Fünfte im Hochsprung und belegte im Dreisprung mit einer Weite von 12,18 m Rang sechs.
2005, 2012 und 2017 wurde Dusanova Usbekische Meisterin im Hochsprung sowie 2017 auch im Dreisprung. 2018 wurde sie erstmals auch Hallenmeisterin im Hochsprung.

## Persönliches
Nadiya Dusanova ist Absolventin für Informationstechnologie und Management an der Tashkent State University of Economics. 2015 gebar sie ihr erstes Kind und bestritt in diesem Jahr keinen Wettkampf. Ihr großes sportliches Vorbild ist die usbekische Kunstturnerin Oksana Chusovitina. Sie bekleidet den Rang eines Junior sergeants beim Usbekischen Militär.

## Persönliche Bestleistungen
- Hochsprung: 1,98 m, 17. Juli 2008 in Taschkent (Usbekischer Rekord)
  - Halle: 1,96 m, 21. Februar 2009 in Taschkent (Usbekischer Rekord)
- Dreisprung: 12,75 m, 21. Oktober 2017 in Taschkent